# Sudeikiai
Sudeikiai is een plaats in de gemeente Utena in het Litouwse district Utena. De plaats telt 407 inwoners (2001).